# Eleccions legislatives daneses de 1926
Les eleccions legislatives daneses de 1926 se celebraren el 2 de desembre de 1926 (el 20 de desembre a les illes Fèroe). Guanyaren els socialdemòcrates novament, però es formaria un govern de coalició entre Venstre i conservadors dirigit per Thomas Madsen-Mygdal.
| Partit                       | Líder        | Vots    | %     | Escons | +/-   |       |
| ---------------------------- | ------------ | ------- | ----- | ------ | ----- | ----- |
| Socialdemokratiet            |              | 498,125 | 37,1% | 53     | -2    |       |
| Venstre                      |              | 380,737 | 28,4% | 46     | +2    |       |
| Det Konservative Folkeparti  |              | 275,793 | 20,6% | 30     | +2    |       |
| Det Radikale Venstre         |              | 151,436 | 11,3% | 16     | -4    |       |
| Danmarks Retsforbund (E)     |              | 17,463  | 1,3%  | 2      | +2    |       |
| Schleswigsche Partei (S)     |              | 10,222  | 0,8%  | 1      | +0    |       |
| Danmarks Kommunistiske Parti |              | 5,678   | 0,4%  | 0      | +0    |       |
| Sjálvstýrisflokkurin         |              | 2.117   |       | 0      | 0     |       |
| Sambandsflokkurin            |              | 2,600   | 0,1%  | 1      | +0    |       |
| Javnaðarflokkurin            |              | 1.019   |       | 0      | +0    |       |
| Total                        | Total        |         |       | 149    |       |       |
| Participació                 | Participació | 77,0%   | 77,0% | 77,0%  | 77,0% | 77,0% |
| Font                         | Font         | [ 1 ]   | [ 1 ] | [ 1 ]  | [ 1 ] | [ 1 ] |